# Martín Burgencio
Martín Spillebeen, más conocido como Martín Burgencio (o Burguensio) (n. Brujas, Flandes, 1582-f. Nanking, China, 1632) fue un misionero jesuita que ingresó a la Compañía de Jesús en 1603.
En 1619 explora la región habitada por la tribu de los Pimas Bajos o Nebomes y fue el fundador de las misiones de Buenavista y San Pedro de Cumuripa (Ambas localizadas en el actual municipio de Cajeme), así como de San Francisco de Borja de Tecoripa y Suaqui Grande en el estado de Sonora. Parte en 1620 hacia Nanking, China.